# Nepenthes tomoriana
Nepenthes tomoriana är en tvåhjärtbladig växtart som beskrevs av Danser. Nepenthes tomoriana ingår i släktet Nepenthes och familjen Nepenthaceae. Inga underarter finns listade i Catalogue of Life.

## Bildgalleri

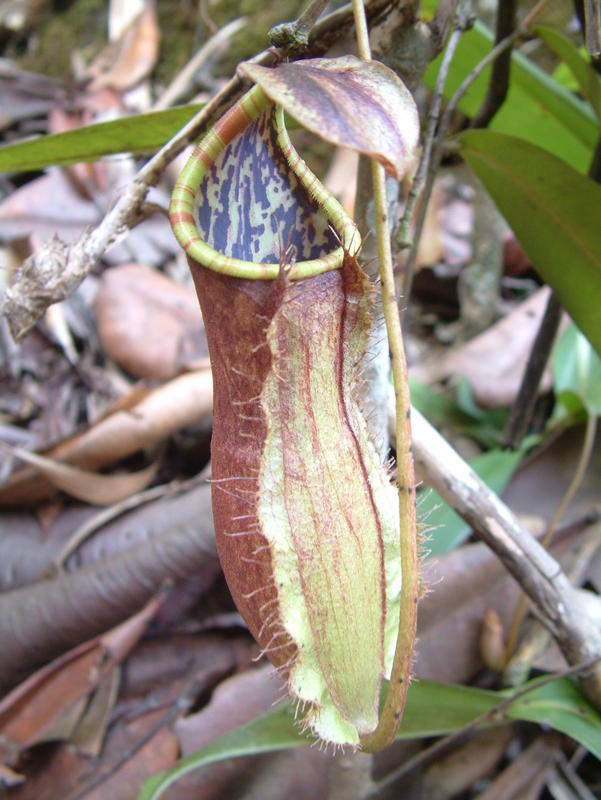
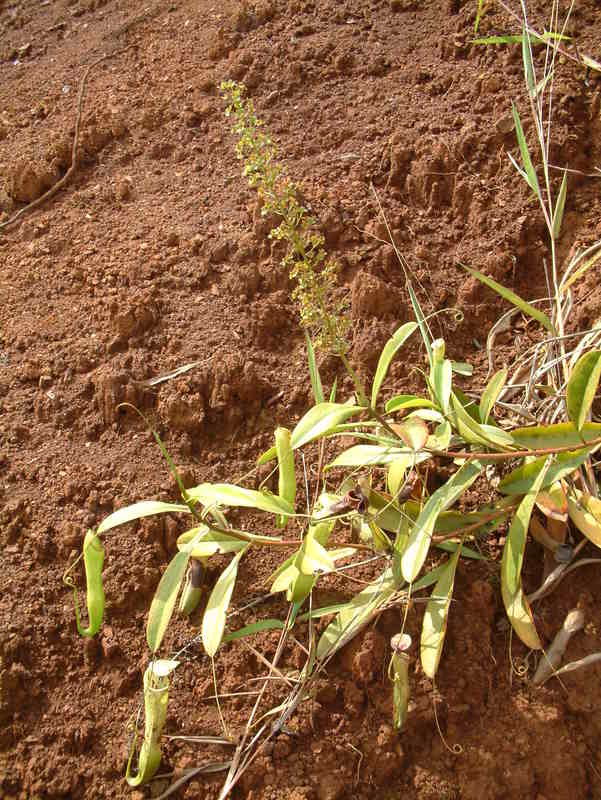
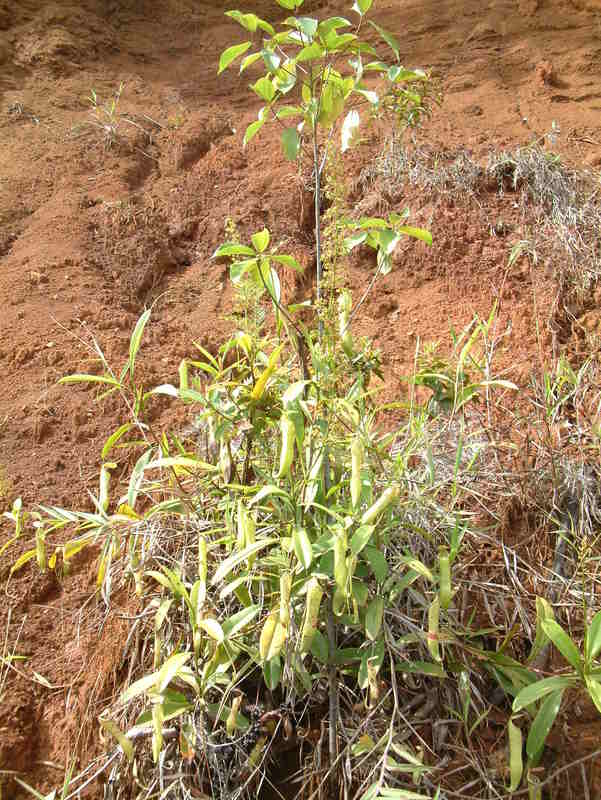
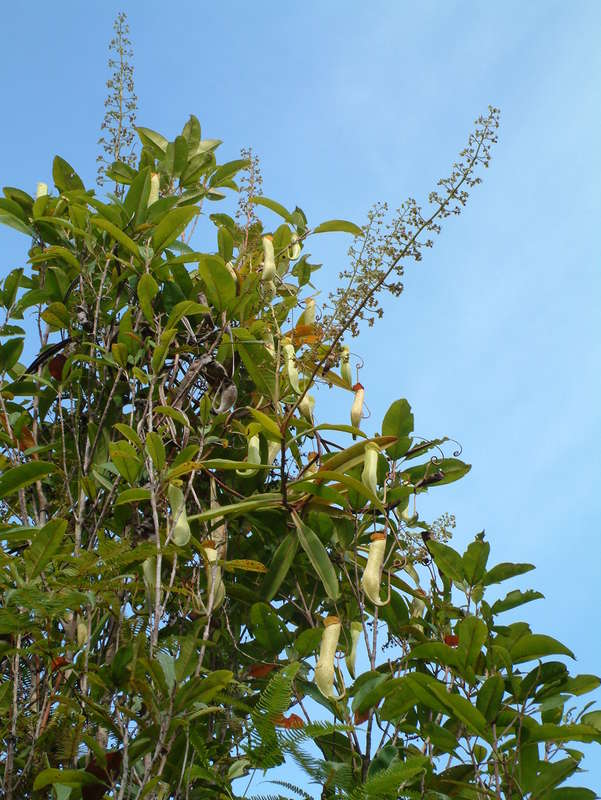
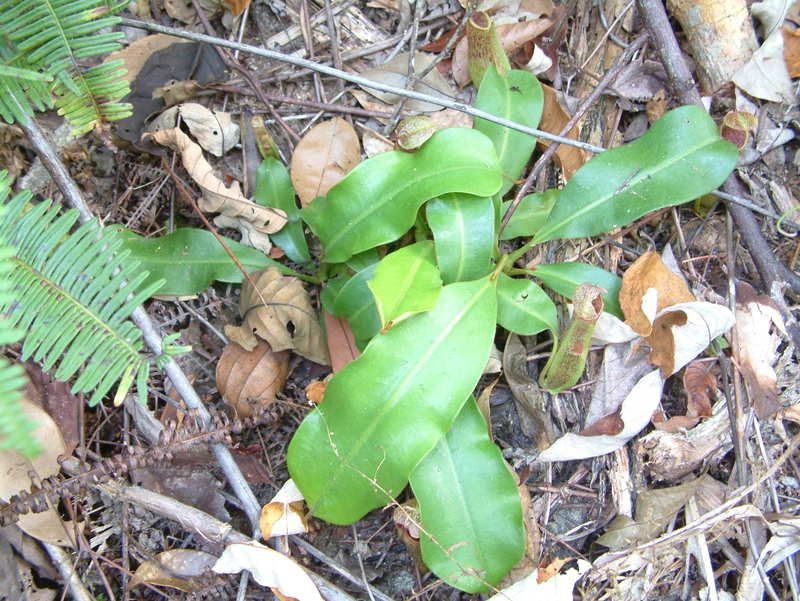
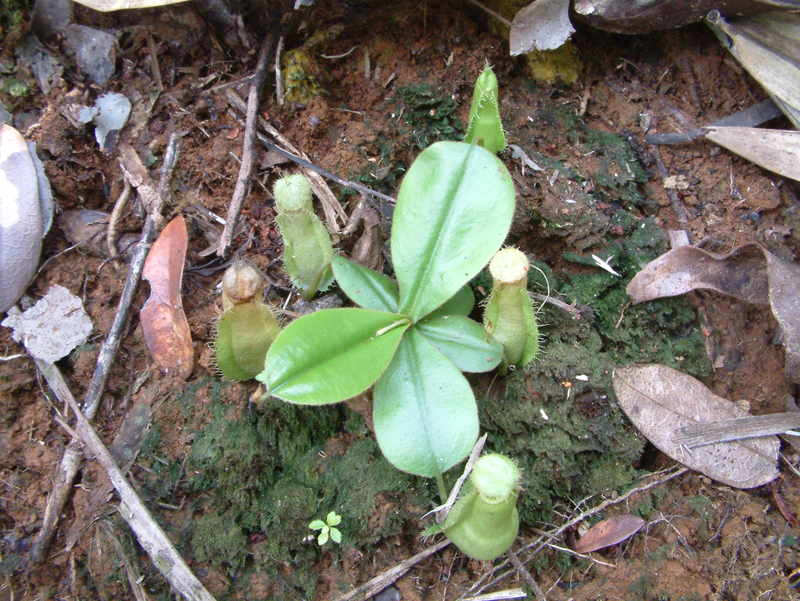